# Radar tipus 281
El radar Tipus 281 va ser un radar d'alerta primerenca naval britànic desenvolupat durant la Segona Guerra Mundial. Va substituir el Tipus 79 com a principal radar d'alerta primerenca de la Royal Navy durant la guerra.
El sistema prototip es va muntar al creuer lleuger HMS Dido a l'octubre de 1940. Aquest radar utilitzava una freqüència de 90 MHz, una amplada de feix de 35° i una longitud d'ona de 3,5 m. Requeria antenes transmissores i receptores separades que es giraven manualment. Per a l'alerta de llarg abast, el radar utilitzava un pols de 15 microsegons a un nivell de potència de 350 kW que donava un abast de detecció de fins a 110 milles nàutiques (200 km; 130 mi) per a avions. Per al seguiment d'objectius de superfície, utilitzava un pols de 2-3 microsegons a 1 MW que donava un abast de fins a 12 milles nàutiques (22 km; 14 mi). Un segon conjunt es va instal·lar el gener de 1941 a bord del cuirassat HMS Prince of Wales i va començar la producció d'altres 57 conjunts, amb els primers lliuraments ocorreguts el mes següent. Aquest conjunt també tenia una capacitat secundària d'artilleria aèria i de superfície i utilitzava un panell de mesura de precisió. El sistema de mesura de distància Tipus 281 permetia a l'usuari seleccionar una pantalla de distància de 2.000 iardes (1.830 m) a 14.000 iardes (12.800 m) o de 2.000 iardes (1.830 m) a 25.000 iardes (22.860 m) amb precisions de distància de 50 iardes (50 m) o 75 iardes (70 m) RMS, respectivament. Les distàncies dels objectius aeris es passaven directament a la taula HACS (ordinador de control de foc).
El Tipus 281B va consolidar les antenes de transmissió i recepció, mentre que al radar Tipus 281BP se li va eliminar la funció de pols curt. Estava equipat amb receptors millorats que augmentaven l'abast màxim de detecció d'un avió a 20.000 peus (6.100 m) a 120 milles nàutiques (220 km). A altituds més baixes, l'abast disminuïa a 90 milles nàutiques (170 km) a 10.000 peus (3.050 m) i 65 milles nàutiques (120 km) a 5.000 peus (1.520 m). El Tipus 281BQ era un Tipus 281BP equipat amb rotació de potència, a 2 o 4 rpm, i equipat amb un indicador de posició plana. Després del final de la guerra, el Tipus 281 va ser substituït pel radar tipus 960.